# Atlantic Championship
Het Champ Car Atlantic Championship is een raceklasse die bekendstaat als de kraamkamer van de Champ Car en de Indy Racing League. De raceklasse, die wordt gesponsord door Cooper Tires en automerk Mazda, is vergelijkbaar met de GP2 Series in Europa. Alle races van de Atlantic Series worden als support race voor de ChampCar verreden in op de Noord-Amerikaanse circuits.
In maart 2010 werd beslist om het seizoen 2010 te annuleren met als voornaamste reden de economische crisis.

## Geschiedenis
Toen het SCCA Formula Continental Championship ophield te bestaan werd het omgevormd tot de Amerikaanse en de Canadese Atlantic Series in 1974. Het eerste jaar won Bill Brack de kampioenschappen. Hierna won Gilles Villeneuve het IMSA (Amerikaans) en het CASC (Canadees) kampioenschap. De Auto's werden toen gemaakt volgens de Sports 2000 regels, dezelfde regels als de Formule 2 en de Formule 3 auto's. Dit had als resultaat dat deze auto's erg op elkaar leken. In de jaren 70 trok het kampioenschap veel Europese gastcoureurs aan zoals James Hunt en Riccardo Patrese. In 1978 werden de twee kampioenschappen weer samengevoegd. Succesvolle coureurs als Jacques Villeneuve en Michael Andretti wonnen het kampioenschap. In 1985 werd het weer opgesplitst, dit keer was het oost en west, Pacific en Atlantic. Het werd in 1991 weer samengevoegd. In 2005 won de Nederlander Charles Zwolsman het kampioenschap. Nadat de ChampCar failliet ging in 2007 nam de IMSA het kampioenschap over. In 2008 doen de Nederlanders Junior Strous en Dominic Muermans mee.

## De auto
Alle auto's in het kampioenschap zijn gelijk. De auto's zijn van het model Swift 016.a en zijn gemaakt door Swift Engineering. De auto is gemaakt van koolstofvezel. Ze gebruiken een 2300cc 4-in-lijn DOHC Mazda-Cosworth motor met 300pk. Ze gebruikten in de periode 1991 tot en met 2006 Yokohama banden maar omdat de relatie tussen de ChampCar Atlantic Series en Yokohama verslechterd was schakelde de raceklasse over op Cooper Tires in 2007.

## Kampioenen

### Atlantic Series Champions
- 2009 -  John Edwards
- 2008 -  Markus Niemelä
- 2007 -  Raphael Matos
- 2006 -  Simon Pagenaud
- 2005 -  Charles Zwolsman
- 2004 -  Jon Fogarty
- 2003 -  A. J. Allmendinger
- 2002 -  Jon Fogarty
- 2001 -  Hoover Orsi
- 2000 -  Buddy Rice
- 1999 -  Anthony Lazzaro
- 1998 -  Lee Bentham
- 1997 -  Alex Barron
- 1996 -  Patrick Carpentier
- 1995 -  Richie Hearn
- 1994 -  David Empringham
- 1993 -  David Empringham
- 1992 -  Chris Smith
- 1991 -  Jovy Marcelo
- 1990 -  Brian Till (Atlantic)
- 1990 -  Mark Dismore (Pacific)
- 1990 -  Jocko Cunningham (Atlantic)
- 1989 -  Hiro Matsushita (Pacific)
- 1988 -  Steve Shelton (Atlantic)
- 1988 -  Dean Hall (Pacific)
- 1987 -  Calvin Fish (Atlantic)
- 1987 -  Johnny O'Connell (Pacific)
- 1986 -  Scott Goodyear (Atlantic)
- 1986 -  Ted Prappas (Pacific)
- 1985 -  Michael Angus (Atlantic)
- 1985 -  Jeff Wood (Pacific)
- 1984 -  Dan Marvin
- 1983 -  Michael Andretti
- 1982 -  Dave McMillan
- 1981 -  Jacques Villeneuve Sr.
- 1980 -  Jacques Villeneuve Sr.
- 1979 -  Tom Gloy
- 1978 -  Howdy Holmes
- 1977 -  Gilles Villeneuve
- 1976 -  Gilles Villeneuve (CASC)
- 1976 -  Gilles Villeneuve (IMSA)
- 1975 -  Bill Brack
- 1974 -  Bill Brack